# Croix hosannière d'Apremont
Pour les articles homonymes, voir Croix (homonymie).
La croix hosannière d'Apremont est une croix de cimetière située à Apremont, en France.

## Localisation
La croix est située dans le département français de la Vendée, sur la commune d'Apremont, dans le cimetière.

## Historique
La croix est inscrite au titre des monuments historiques le 29 octobre 1926.